# Com mão forte e com braço estendido

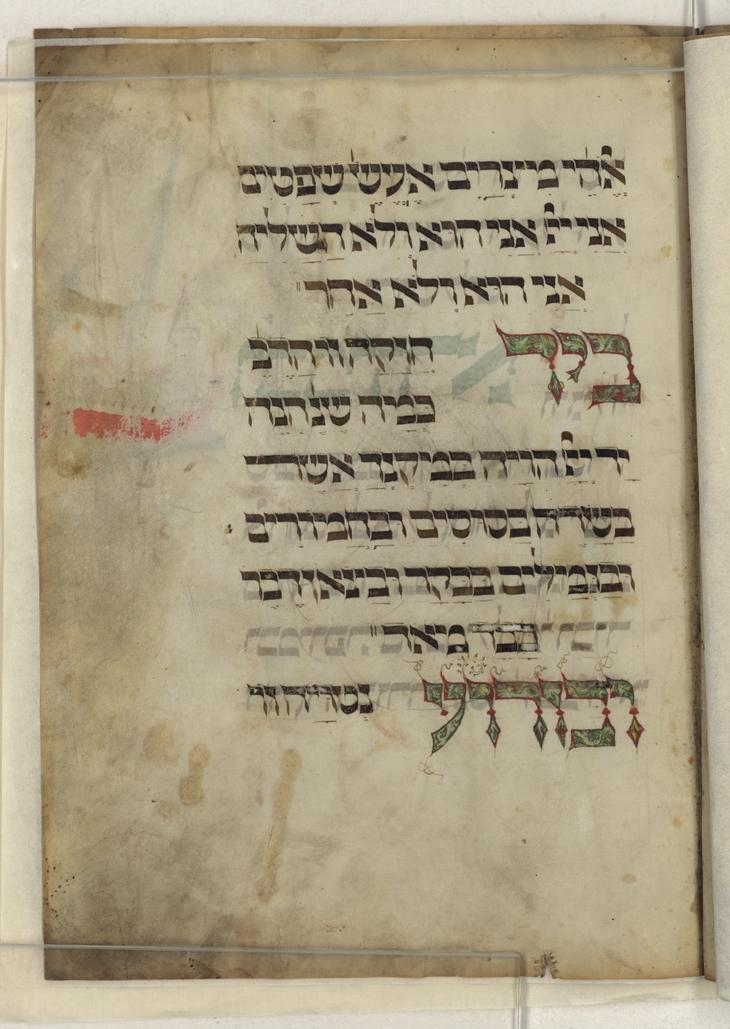
Direto da Biblioteca Nacional de Israel; Rotschild Haggadah, With a strong hand and an outstretched arm

Com uma mão forte e braço estendido (em hebraico: בְּיָ֣ד חֲ֭זָקָה וּבִזְר֣וֹעַ נְטוּיָ֑ה כִּ֖י לְעוֹלָ֣ם חַסְדּֽוֹ) é uma frase na tradição judaica que representa o uso por Deus de seu poder a favor dos judeus.

## Origem
Em Êxodo 6 (parashá Va'eira na Torá), Moisés reitera a Deus a queixa dos israelitas de que toda vez que ele foi ao Faraó em nome deles, as coisas ficaram piores para eles. Daquela vez, o Faraó havia decidido que eles deveriam dali para a frente fabricar tijolos sem palha. Deus agora responde a Moisés que chegará o tempo em que o próprio Faraó irá conduzir os israelitas do Egito e que em nome da sua aliança com os Patriarcas, Deus irá redimir os israelitas com uma mão forte e braço estendido, de modo que eles irão conhecê-lo.
Moisés e Arão não respondem diretamente aos israelitas em relação à sua queixa, mas quando Moisés transmite esta resposta de Deus para os israelitas, ele não consegue elevar seus ânimos.

## Significado
A implicação é que Deus proverá uma lição para os israelitas e as nações do mundo, mostrando seu poder e a futilidade de tentar resistir a ele, bem como sua disposição de usar seu poder em nome de sua Aliança. Para conseguir isso, o Faraó deve ter sido visto não como a libertar os israelitas num ato de benevolência, e sim sendo inflexivelmente resistente no início, depois mudando de ideia, até o ponto em que ele realmente leva-os a sair, devido apenas à sua relutante submissão ao poder de Deus.

## Outros usos
Este conceito é repetido na recontagem da praga da saraiva. Isto serve como introdução para as manifestações reais do poder de Deus, começando com a Vara de Aarão, seguida pelas Dez Pragas do Egito.
A frase passou a ter grande valor na tradição judaica como símbolo do uso por Deus de seu poder a favor dos judeus. É repetido literalmente em Deuteronômio 26:8, que descreve o mandamento do dízimo dos primeiros frutos e que é lido com ênfase na Hagadá e no Seder da Pessach.